# ГеоТЭС Несьяведлир
ГеоТЭС Несьяведлир (исл. Nesjavallavirkjun) — геотермальная электростанция в Исландии. Находится на линии прохождении Срединно-Атлантического хребта, возле Тингведлира и вулкана Хейнгидль. Установленная электрическая мощность — 120 МВт. Также станция вырабатывает 300 МВт тепловой энергии, которая в виде горячей воды подаётся в Рейкьявик.
Строительство ГеоТЭС шло с 1987 по 1990 год, однако первые исследовательские работы в долине Хейнгидль были сделаны ещё в 1947 году.
Электростанция — популярное место для посещения туристами. Владелец станции, фирма Orkuveita Reykjavíkur, провела рядом с ГеоТЭС туристические тропы. В окрестностях построены два турприюта. ГеоТЭС Несаветлир входит в число объектов популярного однодневного туристического маршрута «Золотое кольцо», наряду с парком Тингведлир, водопадом Гюдльфосс, долиной гейзеров Хёйкадалюр и рядом других мест в окрестностях Рейкьявика.